# NGC 1160

NGC 1160

NGC 1160 في الفهرس العام الجديد، هي مجرة، تقع في كوكبة حامل رأس الغول. اكتشفت في 7 أكتوبر 1784 بواسطة ويليام هيرشل.

## روابط خارجية
- NGC 1160 على موقع ويكي سكاي: DSS2, SDSS, GALEX, IRAS, Hydrogen α, X-Ray, Astrophoto, Sky Map, Articles and images